# Natalia, Texas
Natalia là một thành phố thuộc quận Medina, tiểu bang Texas, Hoa Kỳ. Năm 2010, dân số của xã này là 1431 người.

## Dân số
- Dân số năm 2000: 1663 người.
- Dân số năm 2010: 1431 người.